# 毛克拉尔
毛克拉尔，是匈牙利赫维什州所辖的一个村。总面积28.01平方公里，总人口2416，人口密度86.3人/平方公里（2011年1月1日）。